# バリアーノ
バリアーノ（伊: Bariano  ( 音声ファイル)）は、イタリア共和国ロンバルディア州ベルガモ県にある、人口約4,200人の基礎自治体（コムーネ）。

## 地理

### 位置・広がり
ベルガモ県南部のコムーネ。県都ベルガモから南へ21km、州都ミラノから東へ41kmの距離にある。

#### 隣接コムーネ
隣接するコムーネは以下の通り。
- カラヴァッジョ
- ファーラ・オリヴァーナ・コン・ソーラ
- フォルノーヴォ・サン・ジョヴァンニ
- モレンゴ
- パガッツァーノ
- ロマーノ・ディ・ロンバルディーア